# Kalar (rivière)
Pour la série de bande dessinée, voir Kalar.
Le Kalar (en russe : Калар) est une rivière de Russie qui coule dans le kraï de Transbaïkalie, en Sibérie orientale. C'est un affluent de la rivière Vitim en rive droite, donc un sous-affluent de la Léna. 

## Géographie
La rivière naît dans les monts Oudokan, partie du système des monts Stanovoï, dans le raïon du Kalar. Après avoir commencé son parcours en direction du sud et traversé les monts Kalar, elle modifie cette orientation en faveur de l'ouest puis du sud-ouest. Elle coule alors entre les monts Kalar au nord, et les monts Iankan au sud. Elle finit par se jeter en rive droite dans le Vitim entre les localités de Kalakan et de Kokarevka.
Cours d'eau de montagne, le Kalar est entrecoupé de nombreux rapides. Il traverse des régions presque totalement dépeuplées.
La rivière est prise par les glaces à partir du mois d'octobre jusqu'au mois de mai.

## Hydrométrie - Les débits à Srednyï Kalar
Le débit du Kalar a été observé pendant 27 ans (sur la période 1964-1990) à Srednyï Kalar, localité située 156 km de son confluent avec le Vitim. 
Le débit inter annuel moyen ou module observé à Srednyï Kalar durant cette période était de 161 m3/s pour une surface drainée de 13 700 km2, c'est-à-dire plus ou moins 79 % du bassin versant de la rivière qui en compte 17 400. La lame d'eau écoulée dans ce bassin atteint ainsi le chiffre de 371 millimètres par an, chiffre qui doit être considéré comme élevé et correspond aux mesures faites sur les autres cours d'eau de la région. 
La période des hautes eaux a lieu de fin mai à septembre. Les basses eaux se déroulent d'octobre à avril, ce qui correspond à l'hiver et à ses importantes gelées qui affectent toute la région, et surtout les zones montagneuses où ont lieu les plus importantes précipitations. Le débit moyen mensuel observé en février et mars et qui constitue le minimum d'étiage est de 0 m3/s, la rivière étant totalement gelée. Le débit moyen du mois de juin (maximum de l'année) se monte à 546 m3/s), ce qui montre l'importance des variations saisonnières. Sur la période d'observation de 27 ans, le débit mensuel maximal s'est élevé à 1 310 m3/s en juillet 1988.
En considérant la seule période estivale, libre de glaces (de juin à septembre inclus), le débit mensuel minimal observé a été de 78,4 m3/s en août 1984, niveau restant encore très satisfaisant. Un débit mensuel estival inférieur à 75 m3/s est exceptionnel. 